# Сьєрбена
Сьєрбена, Сьєрвана (баск. Zierbena (офіційна назва), ісп. Ciérvana) — муніципалітет в Іспанії, у складі автономної спільноти Країна Басків, у провінції Біская. Населення — 1382 особи (2009).
Муніципалітет розташований на відстані близько 330 км на північ від Мадрида, 16 км на північний захід від Більбао.
На території муніципалітету розташовані такі населені пункти: (дані про населення за 2009 рік)
- Ла-Арена: 374 особи
- Ла-Куеста: 364 особи
- Кардео: 91 особа
- Ель-Пуерто: 293 особи
- Сан-Мамес: 115 осіб
- Вальє: 145 осіб

## Демографія
Динаміка населення (INE ):

## Галерея зображень

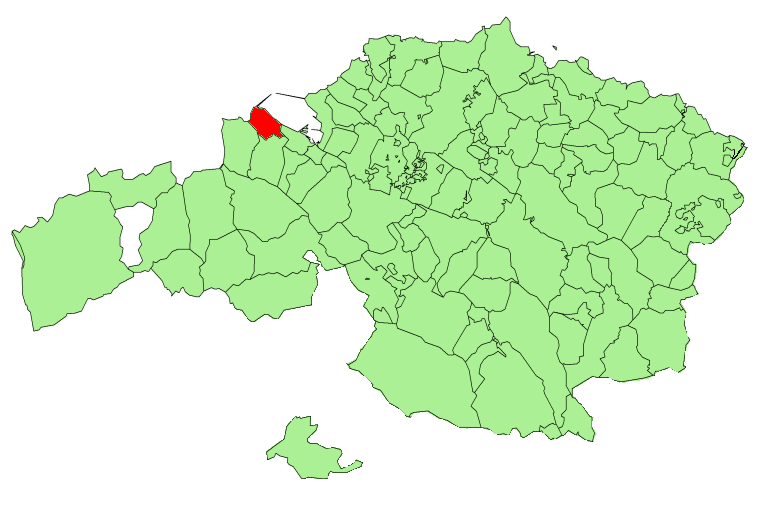
Розташування муніципалітету